# Haizhu

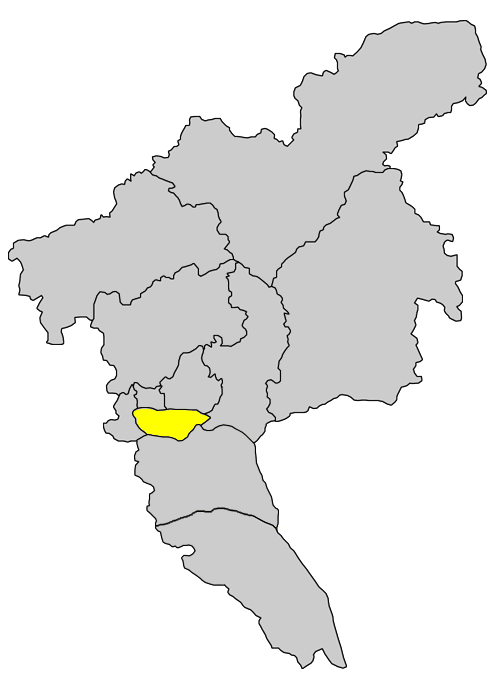
Lage des Stadtbezirks Haizhu innerhalb der Stadt Guangzhou

Haizhu (chinesisch 海珠區 / 海珠区, Pinyin Hǎizhū Qū, Jyutping Hoi2zyu1 Keoi1) ist ein Stadtbezirk in der chinesischen Stadt Guangzhou. Er liegt südlich des Perlflusses und hat eine Fläche von 90,4 km². Die Einwohnerzahl beträgt 1.819.037 (Stand: Zensus 2020).

## Administrative Gliederung
Haizhu ist in 18 Straßenviertel untergliedert.

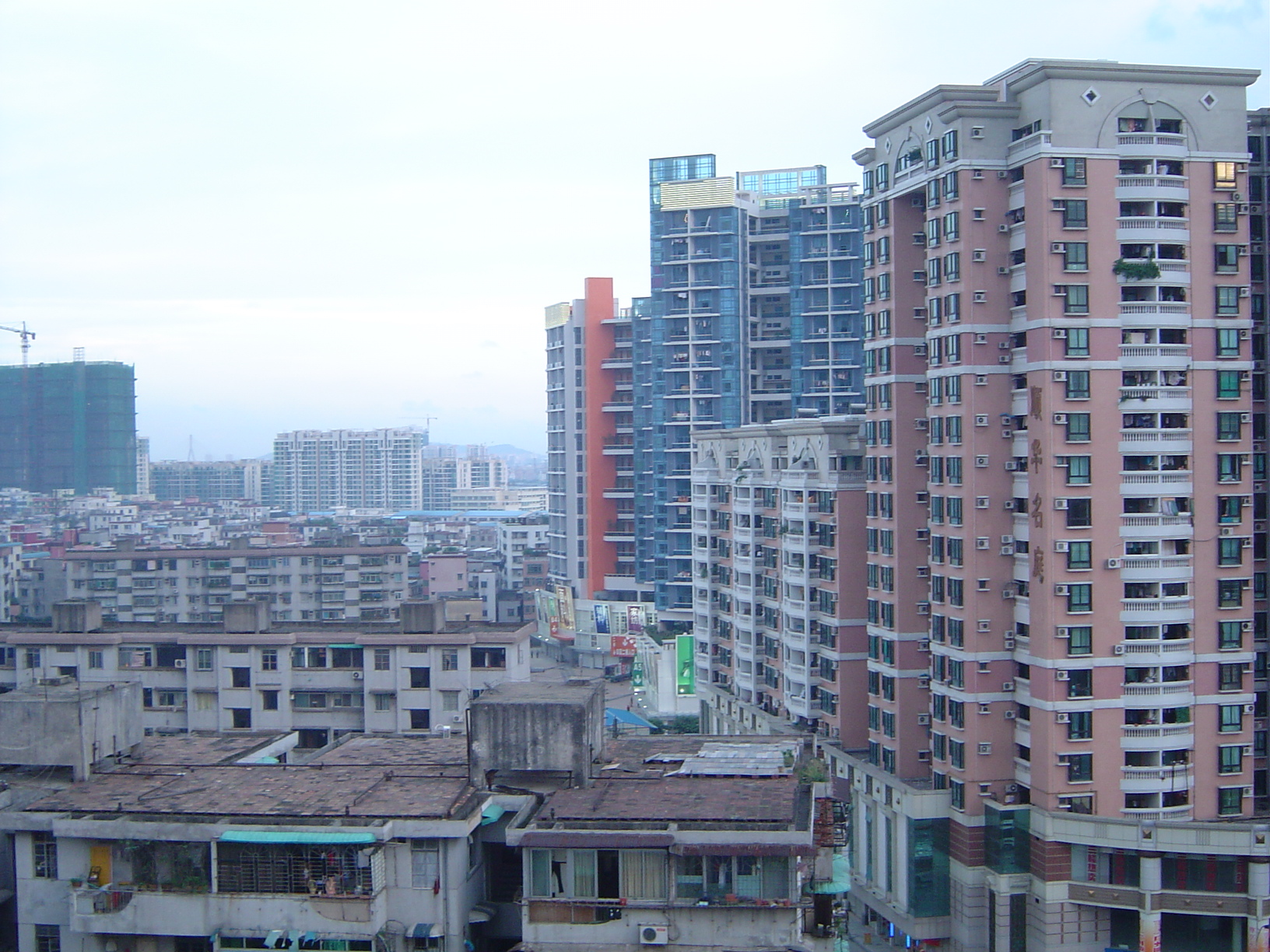
Wohngebiet

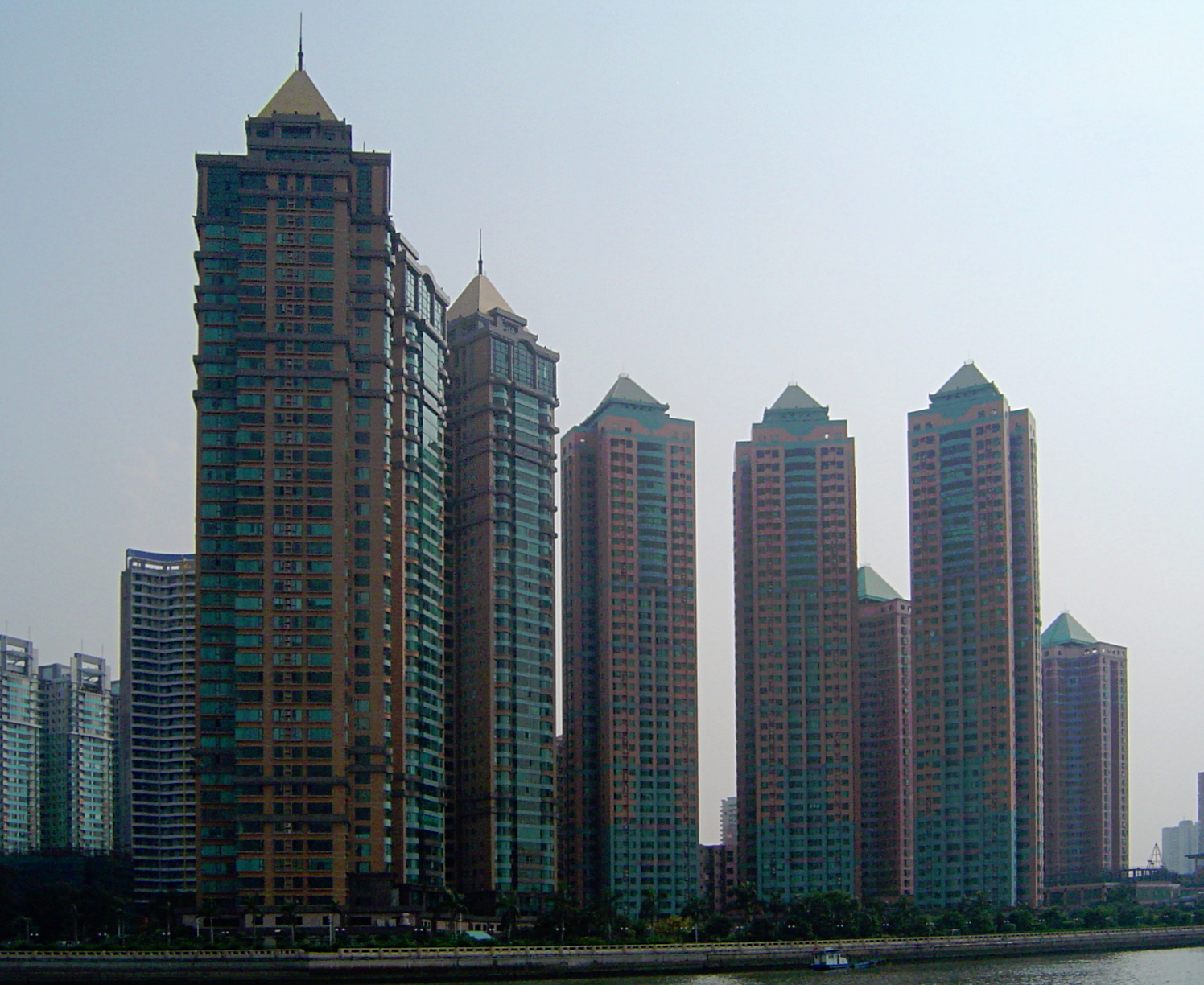
Hochhäuser am Perlfluss

## Bevölkerung
Beim Zensus im Jahr 2000 wurden in Haizhu noch 1.237.273 Einwohner gezählt.
| Name des Volkes | Einwohner | Anteil  |
| --------------- | --------- | ------- |
| Han             | 1.225.417 | 99,04 % |
| Zhuang          | 4.735     | 0,38 %  |
| Hui             | 1.437     | 0,12 %  |
| Mandschu        | 1.102     | 0,09 %  |
| Yao             | 1.089     | 0,09 %  |
| Miao            | 976       | 0,08 %  |
| Tujia           | 807       | 0,07 %  |
| Dong            | 345       | 0,03 %  |
| Mongolen        | 239       | 0,02 %  |
| Li              | 184       | 0,01 %  |
| She             | 169       | 0,01 %  |
| Sonstige        | 773       | 0,06 %  |

## Infrastruktur
Die Linie 2 der Guangzhou Metro führt durch Haizhu. Ihre Endstation Pazhou liegt auch in Haizhu.
In Haizhu befindet sich das Messegelände Pazhou International Convention and Exhibition Centre. Es wurde wenige Jahre nach der Jahrtausendwende gebaut und ist 10,5 km² groß. Es ist einer der beiden Orte in Guangzhou, an dem die Chinese Export Commodities Fair (auch Canton Fair) stattfindet.

## Bildung

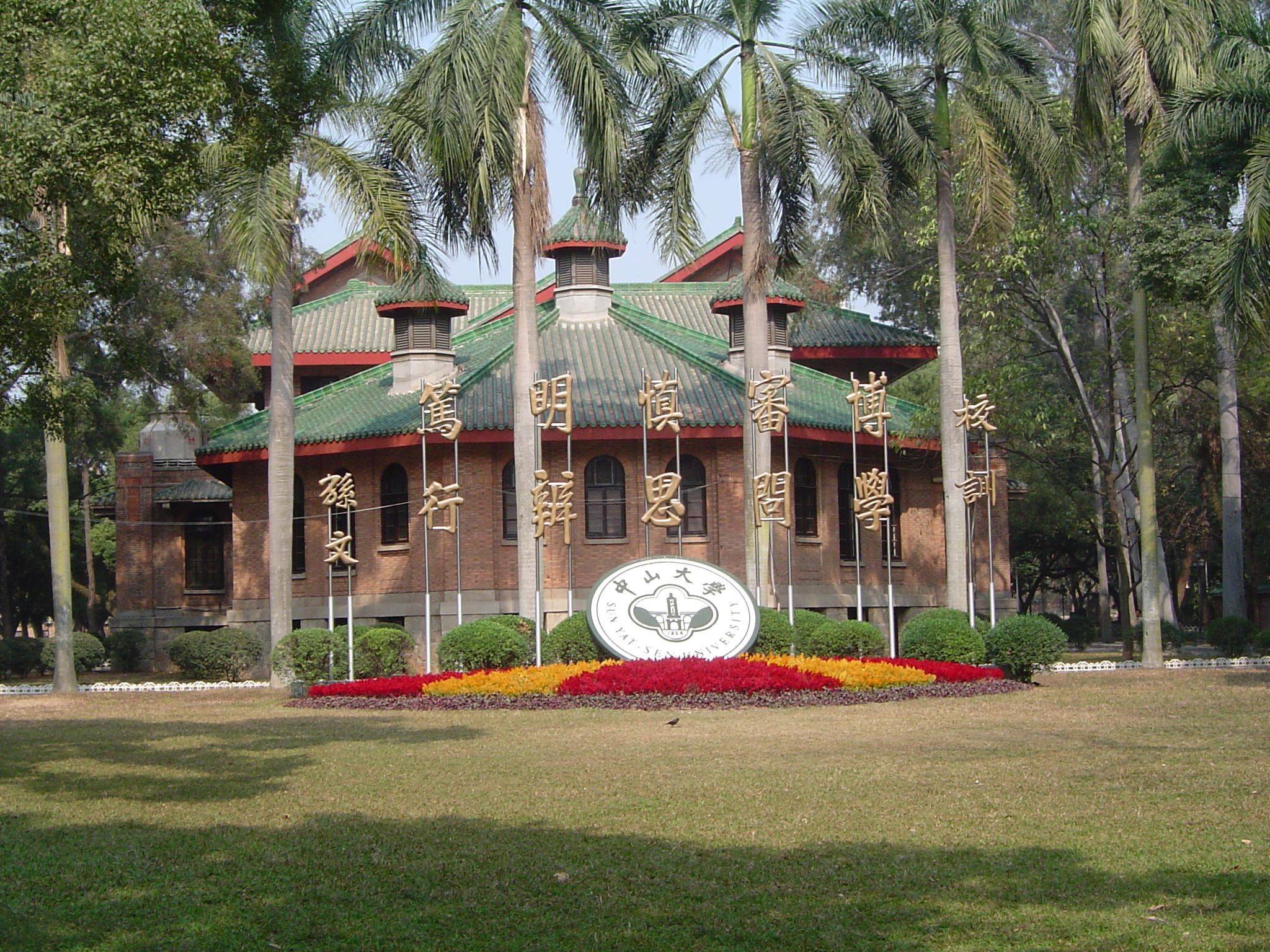
Sun-Yat-sen-Universität

In Haizhu befindet sich die Sun-Yat-sen-Universität und die Guangzhou Fine Arts Academy. Erstere ist eine der zehn besten Universitäten in der Volksrepublik China.

## Sehenswürdigkeiten
Der in Haizhu gelegene Ehemalige Sitz des Generalissimus der Militärregierung (孫中山大元帥府紀念館) steht auf der Liste der Denkmäler der Volksrepublik China.